# Phil Anselmo
Philip Hansen Anselmo (født 30. juni 1968) er en amerikansk heavy metal-sanger, der har arbejdet med adskillige bands. Han er dog bedst kendt for sit arbejde i bandet Pantera.